# Naval (Aude)
Der Naval (auch Rivassel genannt) ist ein kleiner Fluss im Süden von Frankreich, der im Département Aude der Region Okzitanien nordöstlich der Stadt Carcassonne verläuft.

## Geografie

### Verlauf
Der Naval entsteht durch den Zusammenfluss zweier Quellbäche im südwestlichen Gemeindegebiet von Caunes-Minervois, entwässert generell in südöstlicher Richtung durch das Weinbaugebiet des Minervois und mündet nach rund 19 Kilometern im Gemeindegebiet von La Redorte als linker Nebenfluss in die Aude. In seinem Unterlauf unterquert der Naval den Schifffahrtskanal Canal du Midi.

### Orte am Fluss
(Reihenfolge in Fließrichtung)
- Villerambert, Gemeinde Caunes-Minervois
- Russol, Laure-Minervois
- Peyriac-Minervois
- Rieux-Minervois
- La Rèze, Azille
- La Redorte